# Korsgården
Korsgården is een plaats in de gemeente Hjo in het landschap Västergötland en de provincie Västra Götalands län in Zweden. De plaats heeft 61 inwoners (2005) en een oppervlakte van 10 hectare.